# موراتسانو
موراتسانو (النطق الإيطالي: ‎[muratˈtsaːno]‏؛ Piedmontese [myraˈsɑŋ] ) هي بلدية (كوميون) في مقاطعة كونيو في المنطقة الإيطالية بيدمونت، وتقع على بعد حوالي 70 كيلومتر (43 ميل) جنوب شرق تورينو وحوالي 40 كيلومتر (25 ميل) شرق كونيو. وهي مركز لإنتاج جبن روبيولا.
تقع موراتسانو على حدود البلديات التالية: بيلفيديري لانغي، بولفيتشينو، بوسولاسكو، كلافيسانا، إيليانو، مارساليا، مومباركارو، بارولدو، سان بينيديتو بيلبو، توريسينا.

## روابط خارجية
- الموقع الرسمي